# Gussriegelstraße
Die Gussriegelstraße (bis 1999 amtlich Gußriegelstraße) liegt im 10. Wiener Gemeindebezirk, Favoriten. Sie wurde 1904 nach einem alten Flurnamen benannt.

## Lage und Charakteristik
Die Gussriegelstraße befindet sich im westlichen Teil Favoritens (Katastralgemeinde Inzersdorf-Stadt) und verläuft in ihrem nördlichen Teil parallel zur Triester Straße. Sie erstreckt sich am nördlichen Hang des Wienerberges von der Quellenstraße (Hausnummern 1 und 2) im Norden ansteigend in südlicher Richtung bis zur Raxstraße (Hausnummern 54 und 63), wobei der Straßenverlauf nach der Troststraße einen Knick in südöstliche Richtung macht. Als eine der wenigen Verbindungsstraßen Favoritens ist sie keine Einbahnstraße. Der Straßenteil südlich der Troststraße wird von der Autobuslinie 65A befahren. Die Verbauung besteht heute zum Großteil aus Wohnhäusern aus der Zeit nach 1945 sowie aus einigen Gewerbebetrieben, einer Kaserne und der Grünanlage des Fortunaparks.

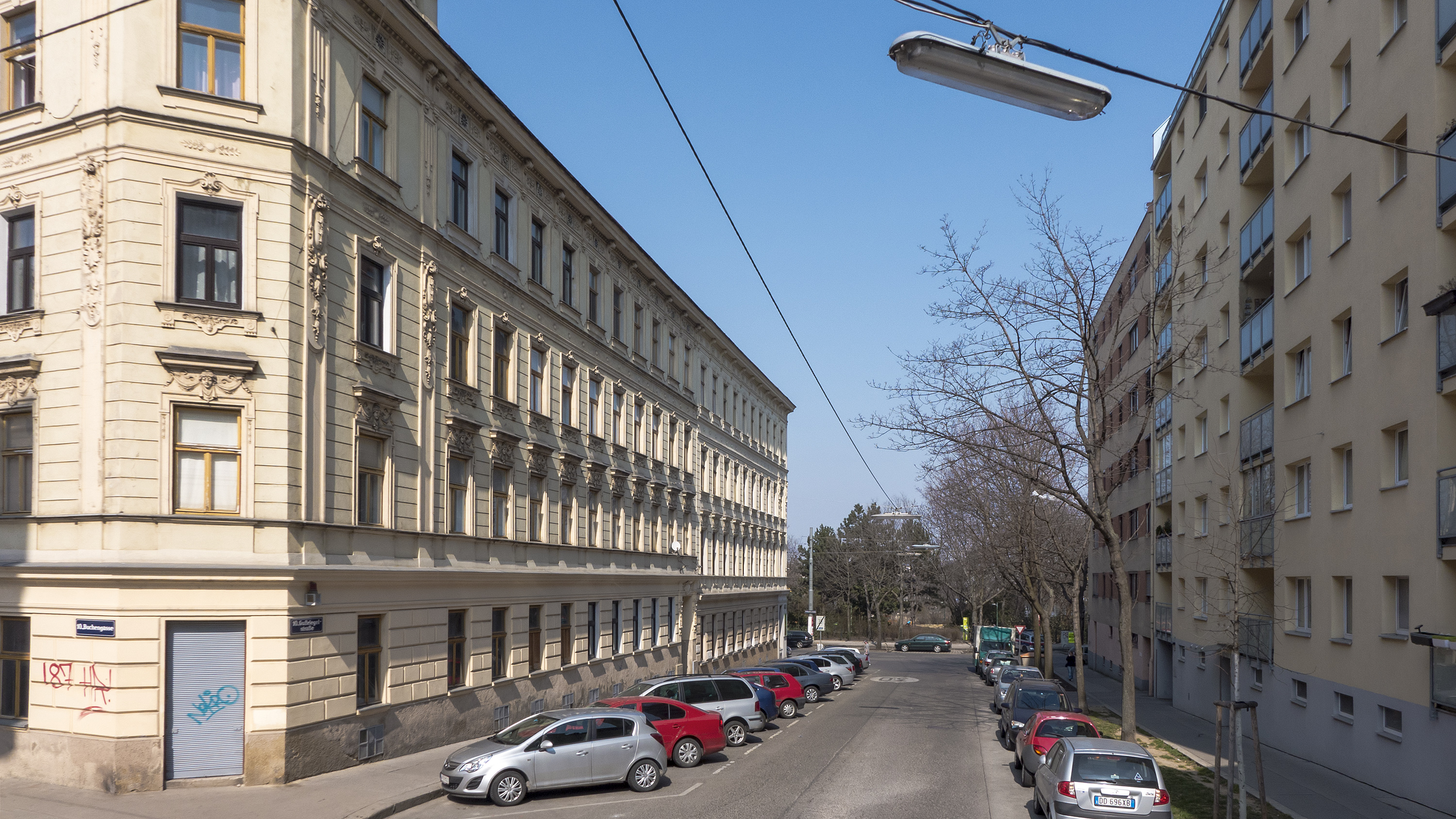
Der Beginn der Straße bei der Quellenstraße, Richtung Norden
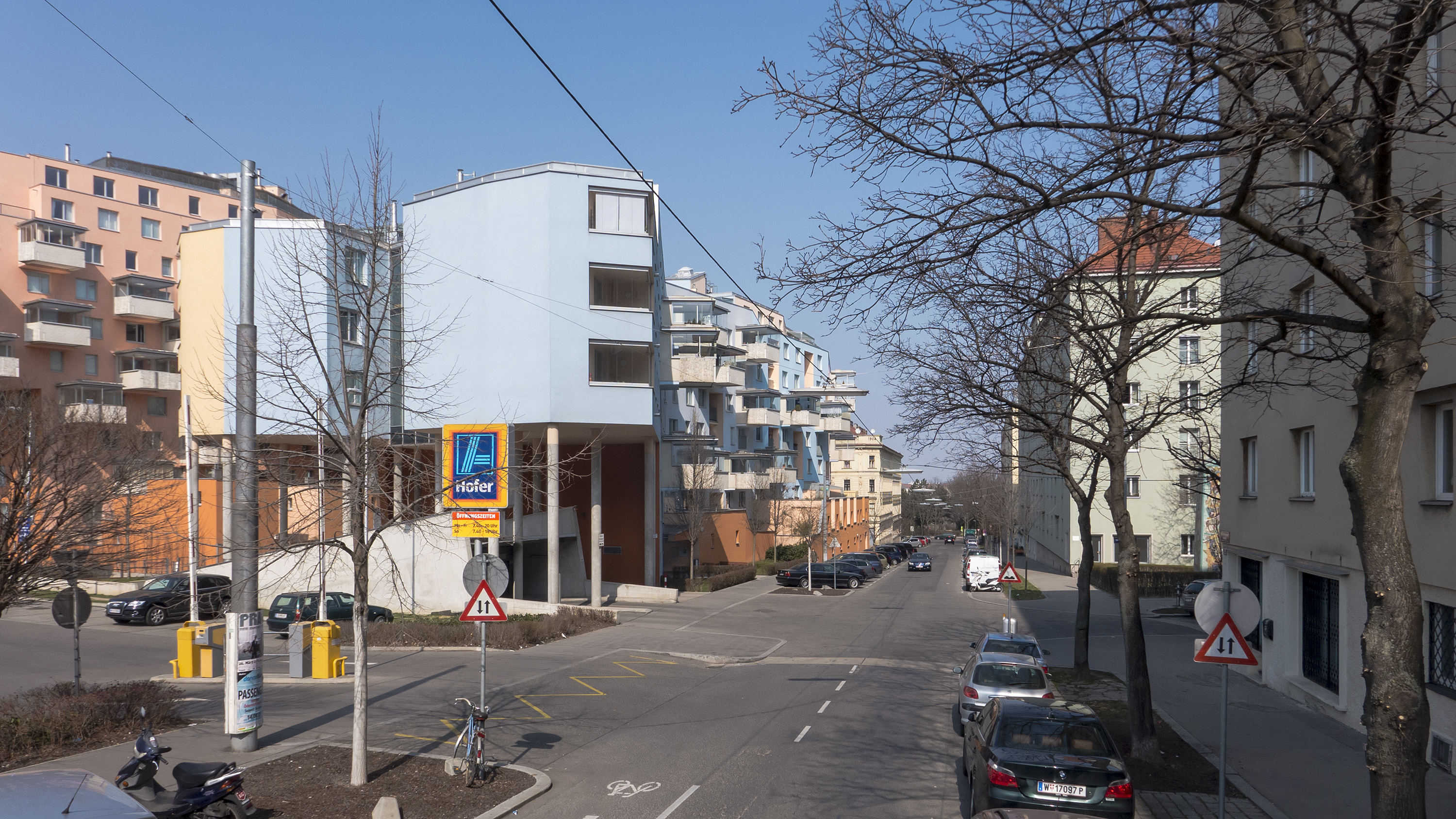
Die Gussriegelstraße bei der Rotenhofgasse
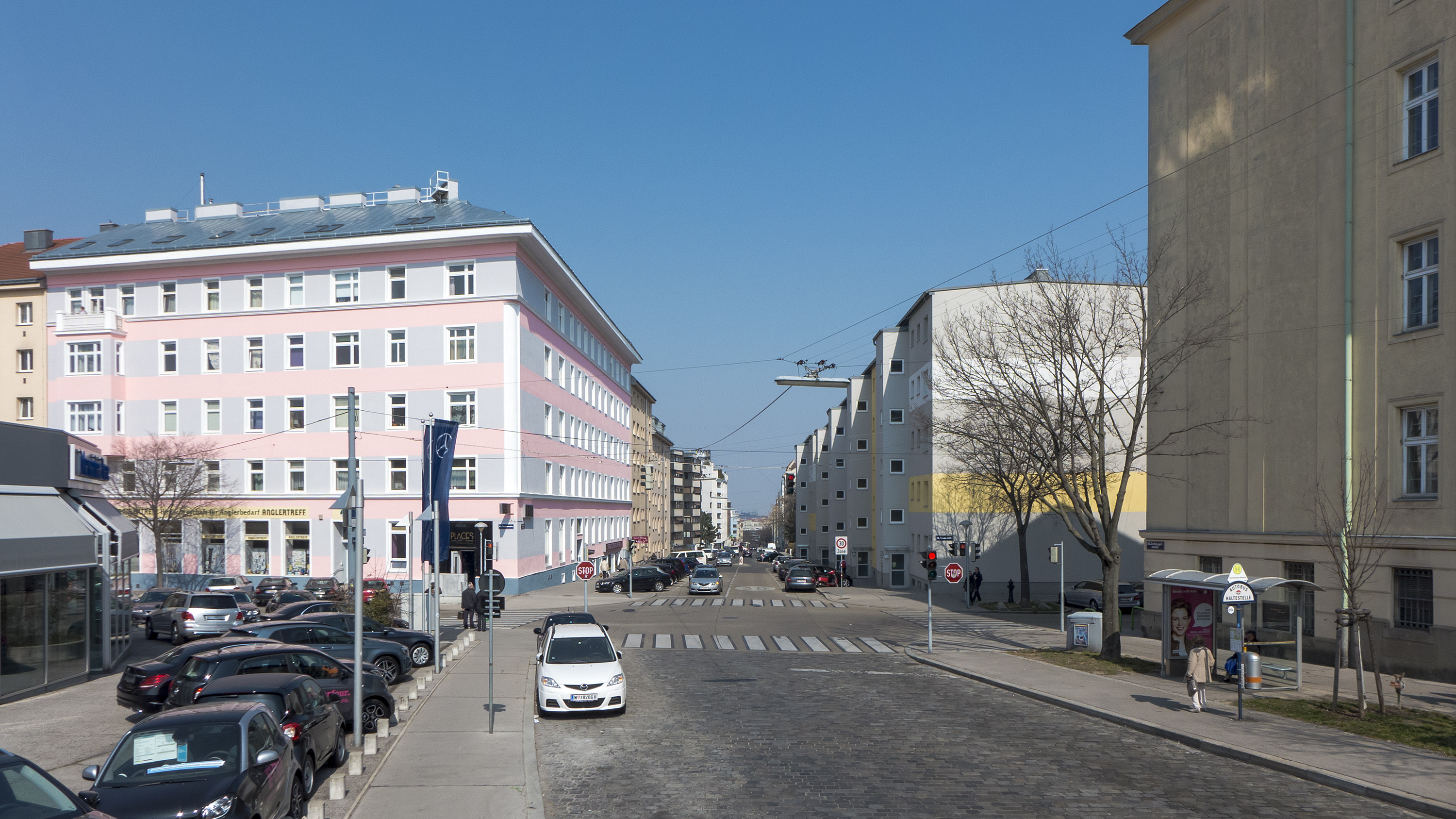
Bei der Troststraße
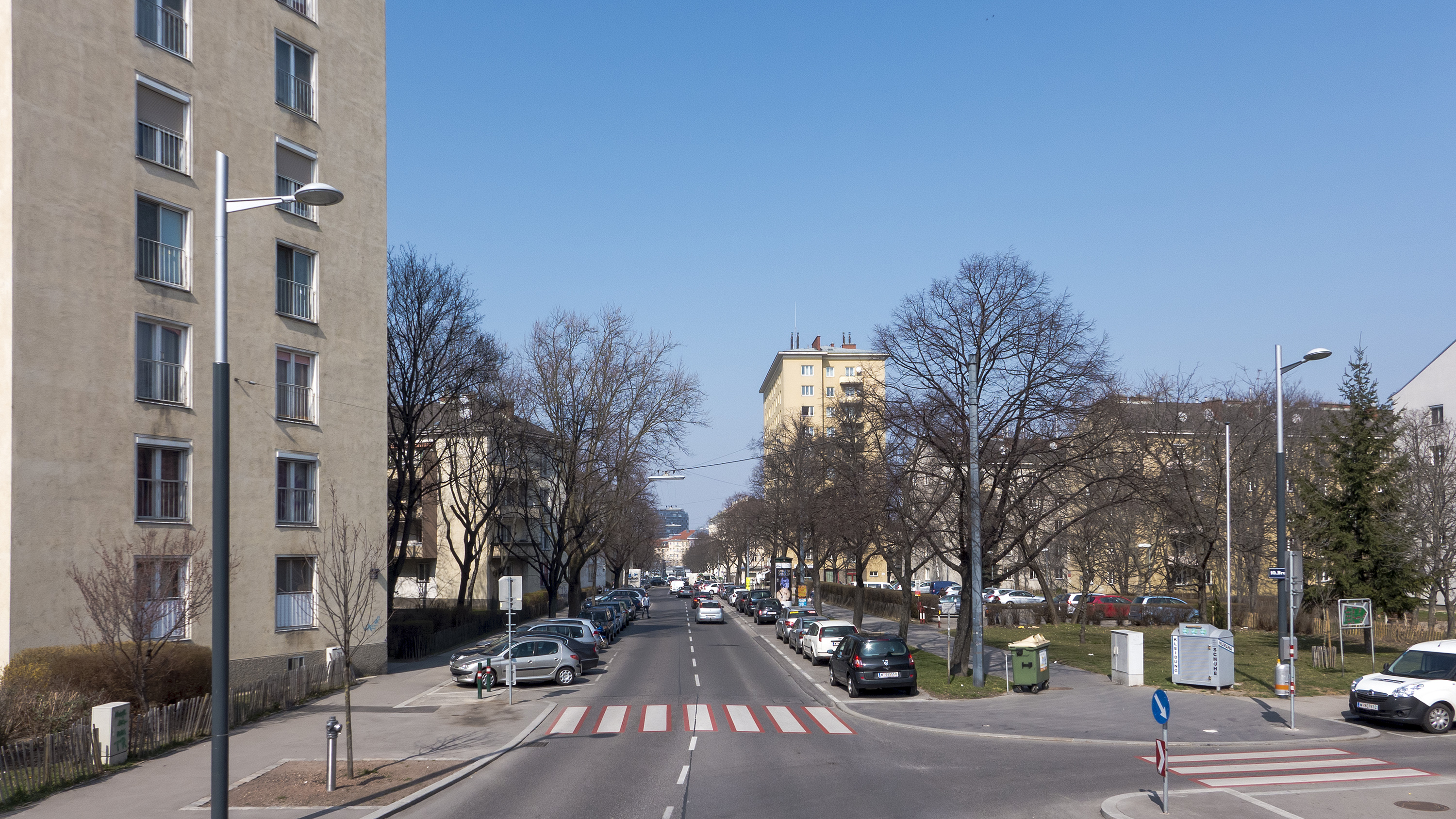
Beim Brunnweg
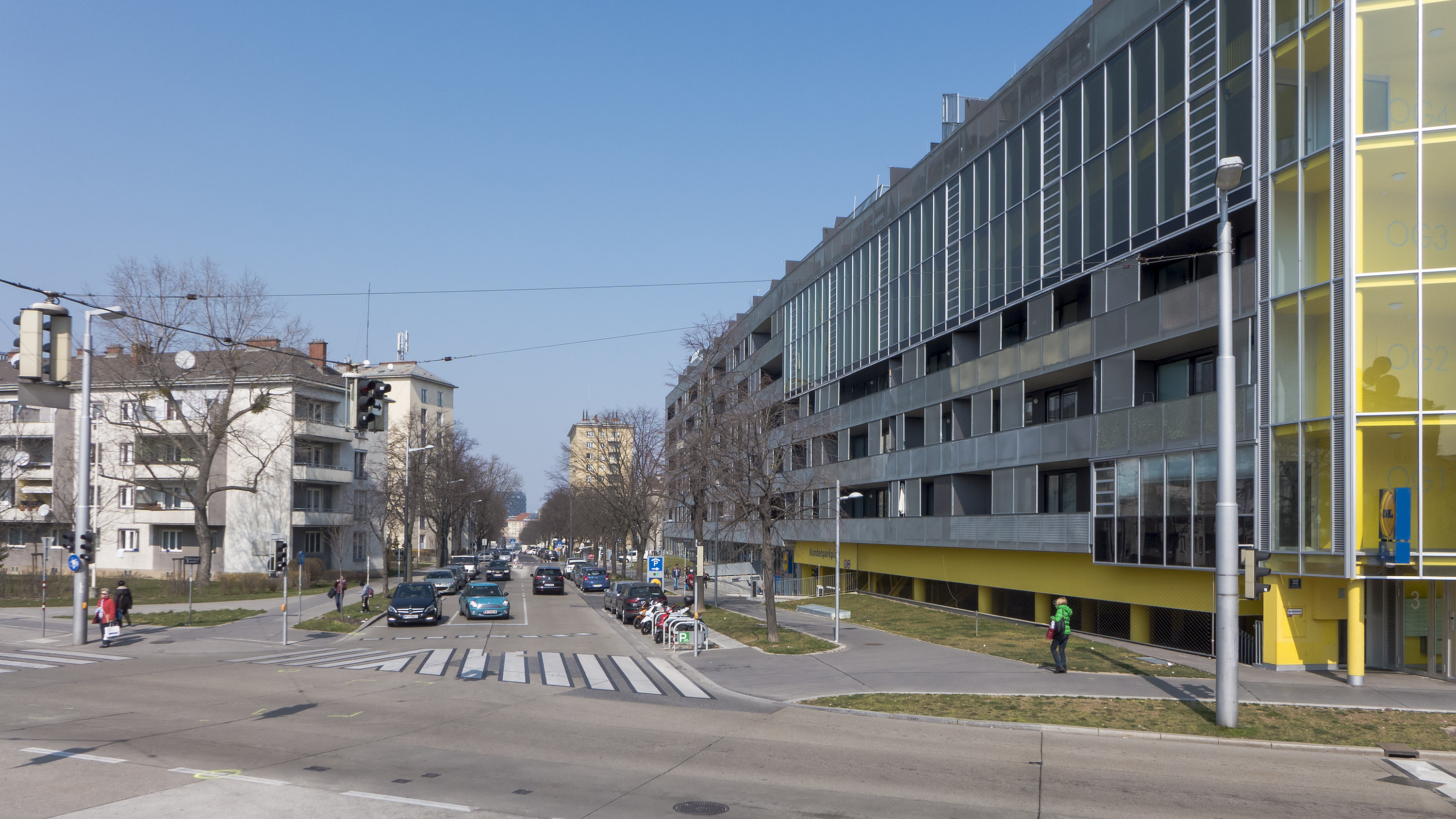
Das Ende der Straße bei der Raxstraße

## Bauten

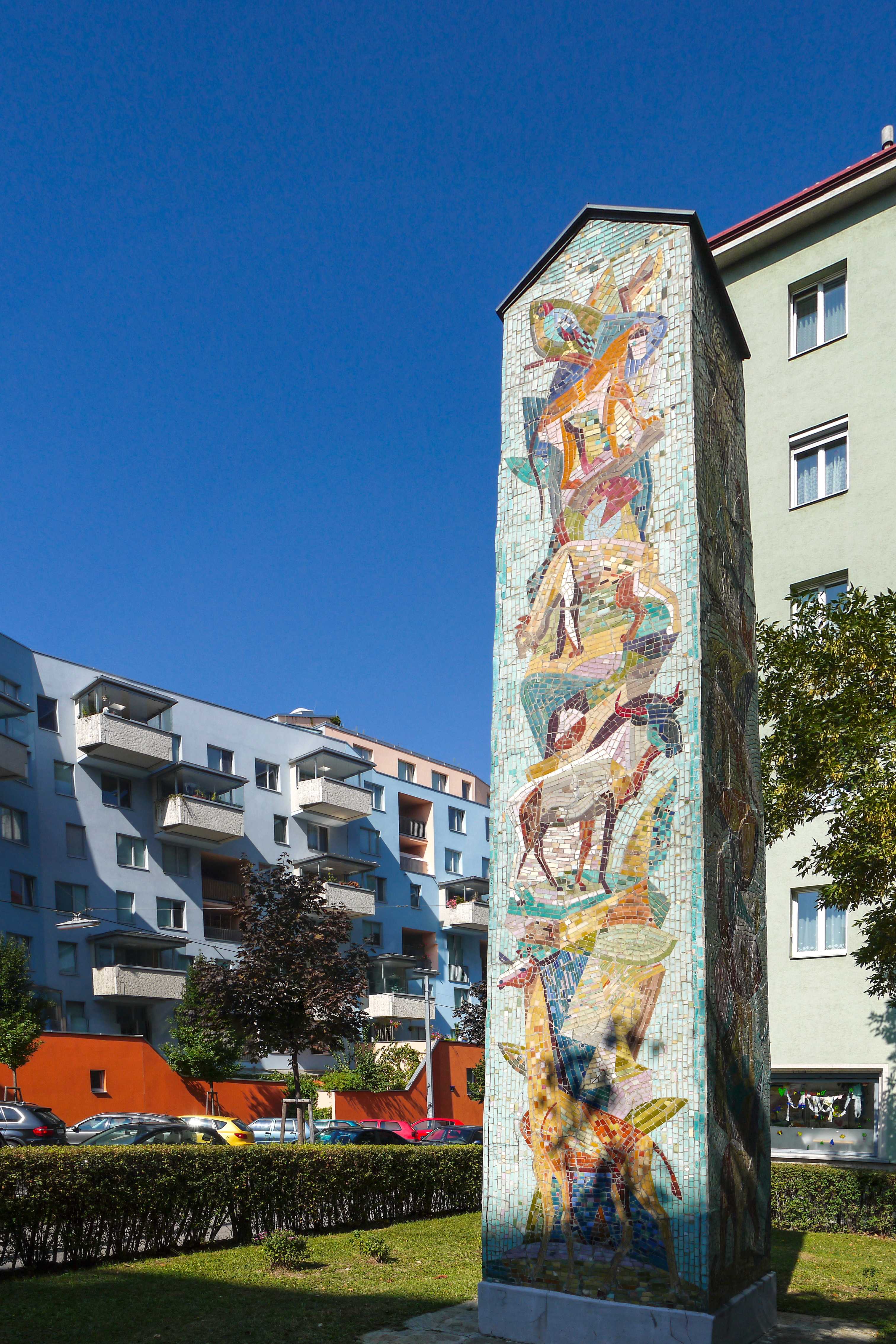
Obelisk beim Anna-Boschek-Hof, Gussriegelstraße 9

### Nr. 9: Anna-Boschek-Hof
Zwischen Buchengasse und Davidgasse sowie Malborghetgasse und Gussriegelstraße liegt eine große städtische Wohnhausanlage, die in den Jahren 1953–1956 auf einem bis dahin unbebauten Grundstück errichtet wurde. An der Planung waren die Architekten Harald Bauer, Josef Bayer, Siegfried Mörth, Rudolf Karl Peschel, Ferdinand Riedl und Fritz Slama beteiligt. Die aus mehreren sechsstöckigen Baublöcken bestehende Anlage umfasst 415 Wohnungen. Zwischen den Häusern bestehen Grünflächen. 2009 wurde der Gemeindebau nach der sozialdemokratischen Gewerkschafterin und Politikerin Anna Boschek benannt. An der Ecke zur Rotenhofgasse befindet sich ein Obelisk mit Tierdarstellungen in Mosaiktechnik, der 1956 von Heribert Potuznik geschaffen wurde und unter Denkmalschutz steht.

### Nr. 20: ehem. Papierfabrik Reiß

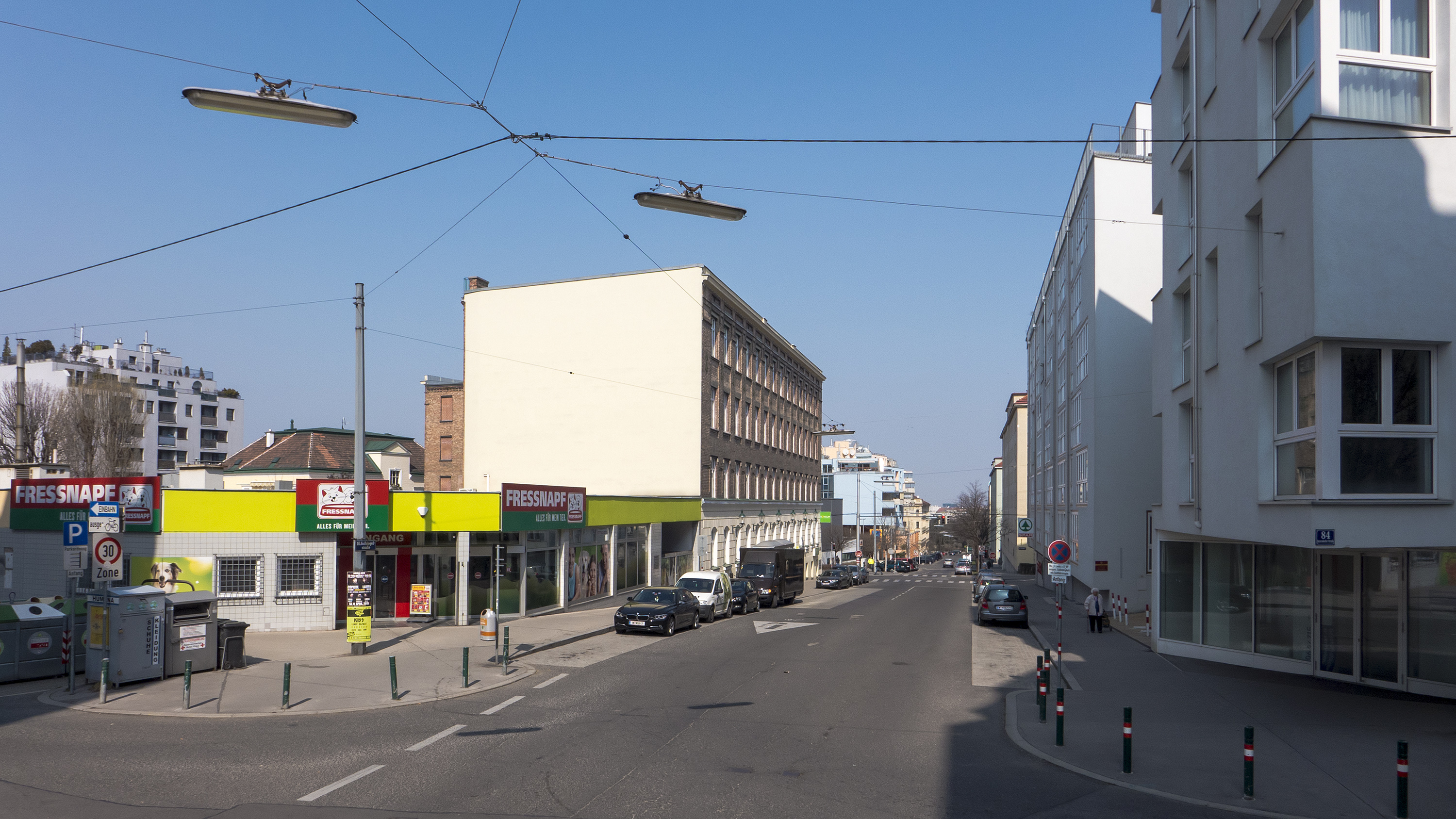
Ehemalige Papierfabrik Reiß bei der Inzersdorfer Straße

Die Papierfabrik Reiß wurde 1908 hier errichtet. Auf einem L-förmigen Grundriss erhebt sich ein fünfstöckiger kubischer Ständerbau, der lange lisenengegliederte Fronten aufweist. Das Erdgeschoß ist verputzt, der übrige Bau in Sichtziegelbauweise gehalten. Im gleichen Häuserblock befindet sich um die Ecke, Davidgasse 85–89, das dazugehörige ehemalige Wohnhaus. Es ist dreigeschoßig, besitzt einen Mittelerker und schöne dekorative Gitter an den Fenstern und zwischen den Gebäuden.

### Nr. 28–30: Wohnhausanlage von Harry Glück
Der Häuserblock zwischen Braunspergengasse, Inzersdorfer Straße 113 und Gussriegelstraße besteht aus einer U-förmigen Wohnhausanlage, die 1971–1974 nach Plänen von Harry Glück und Werner Höfer errichtet wurde. Sie ist terrassenförmig ansteigend mit bis zu acht Stockwerken gestaltet, weist eine weiße, mit Betonlack beschichtete Außenwand und 221 Wohnungen auf. Auf dem Dach befindet sich, wie von Harry Glück ab 1973 auch beim Wohnpark Alt-Erlaa realisiert, ein Schwimmbad.

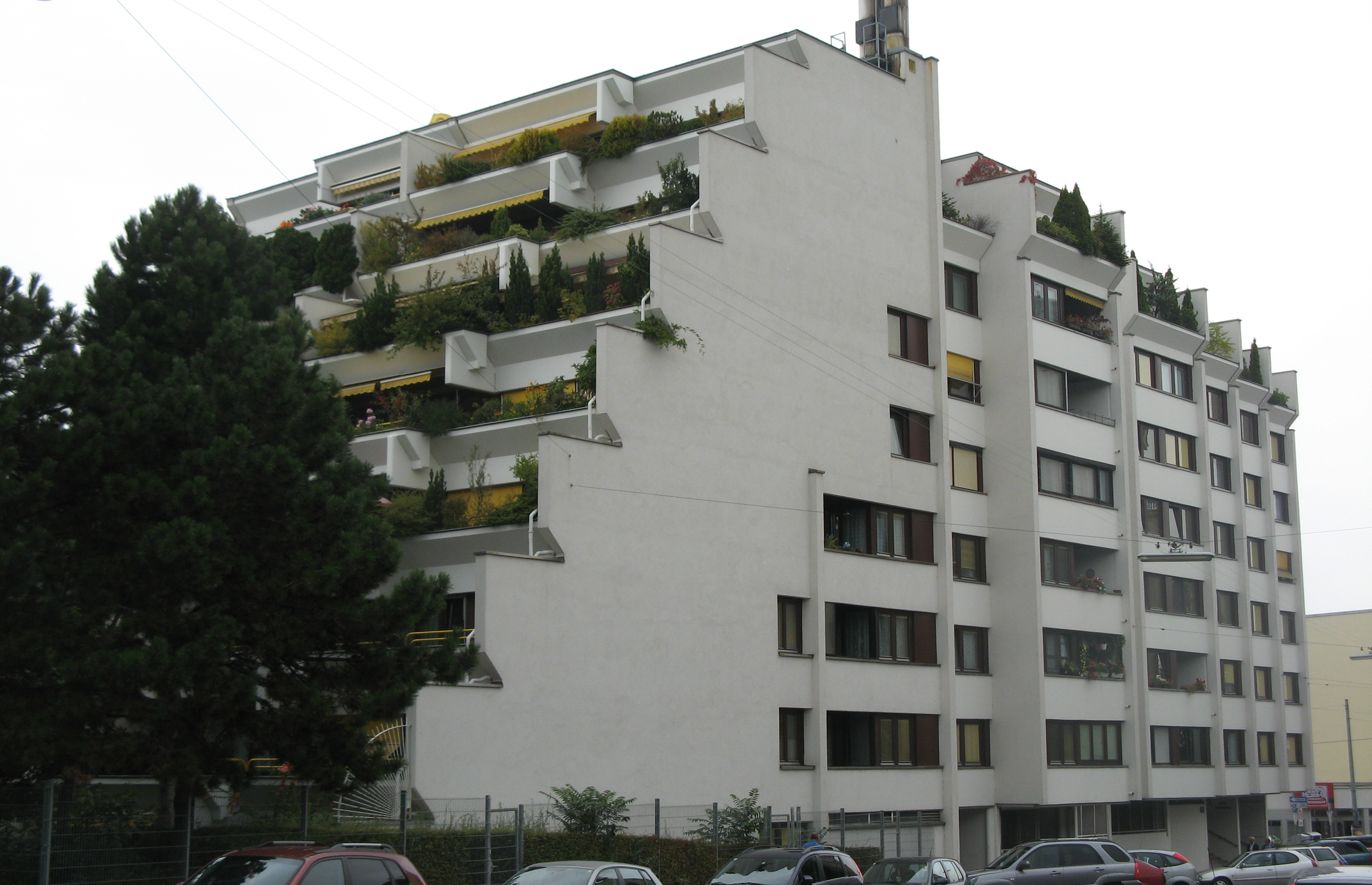
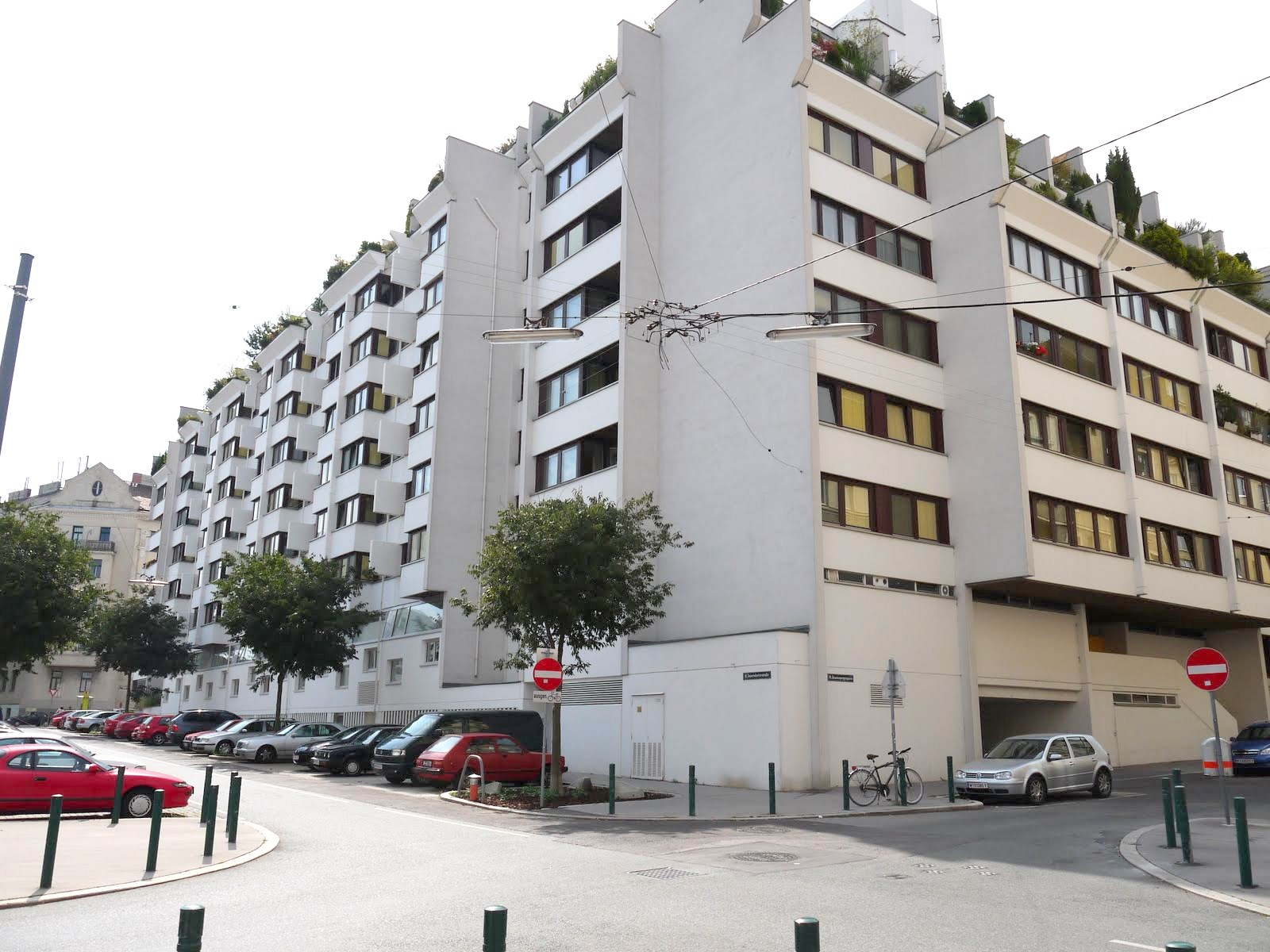
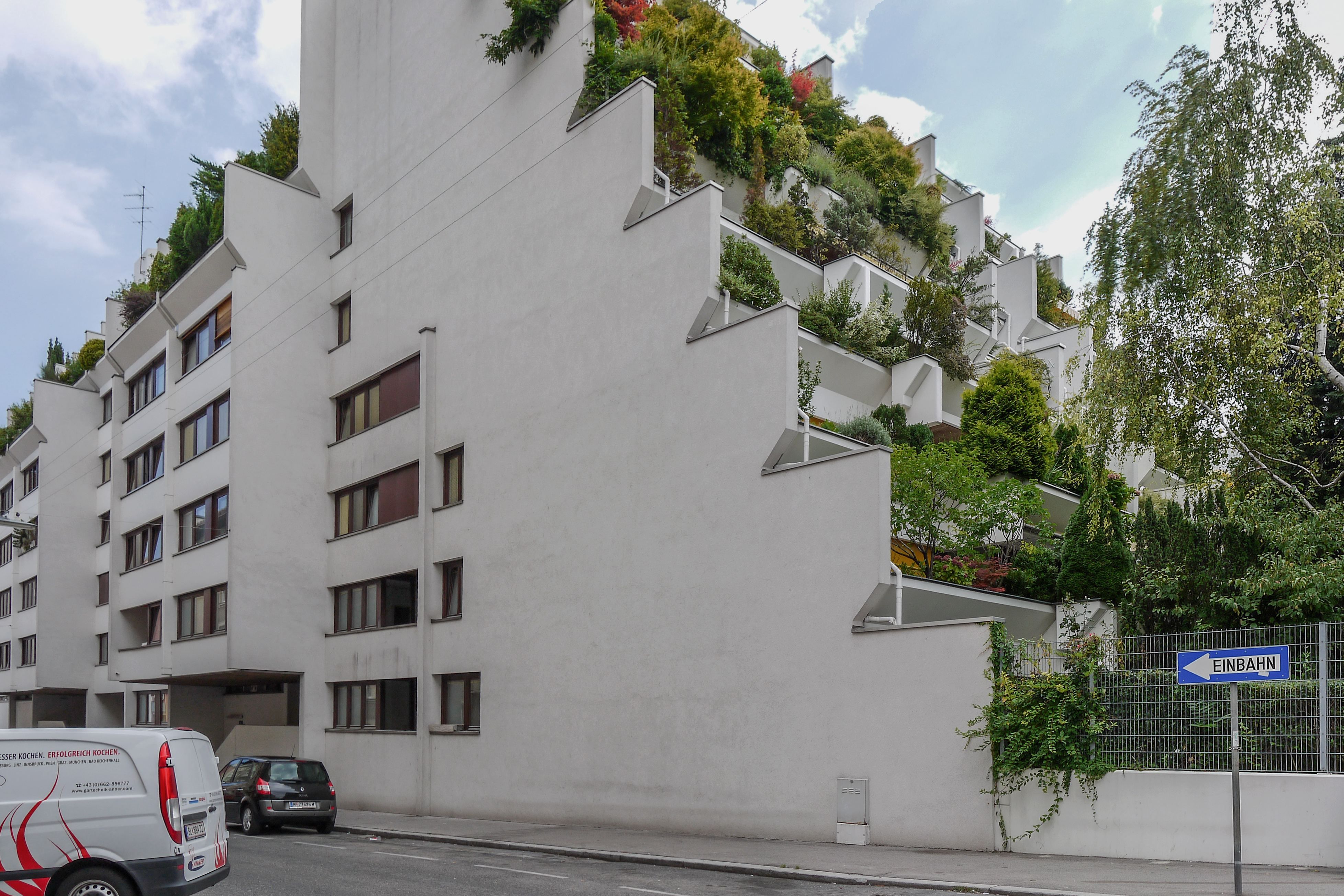

### Nr. 33: Fortunapark
In dieser Gegend befand sich um 1880 ein beliebtes Ausflugsgasthaus, Zur Fortuna, nach dem der Park 1976 benannt wurde. Lange Zeit wurde auf dem bis zu Malborghetgasse und Hardtmuthgasse reichenden Gelände ein Fußballplatz betrieben, der vom SC Südstern und ab 1919 vom FC Nicholson bespielt wurde.
Ein Großteil des stark mit Bäumen bestandenen Parks ist Kinderspielplätzen gewidmet. Auch eine abgegrenzte Hundezone befindet sich hier.

### Nr. 45–49: Starhembergkaserne
Die weitläufige Anlage zwischen Gussriegelstraße, Troststraße, Malborghetgasse und Graffgasse (eine viergeschoßige Blockrandverbauung) wurde 1911–1912 als k.u.k. Infanteriekaserne (Franz-Ferdinand-Kaserne) am Erzherzog-Johann-Platz (so der damalige Name des bei der Kaserne westlich an die Gussriegelstraße anschließenden unverbauten Geländes, auf dem sich heute der Eisring Süd befindet) erbaut und 1913 erweitert. In der NS-Zeit erhielt der Bau den Namen Trostkaserne (nach der Troststraße). 1945 bis 1955 wurde die Kaserne von der sowjetischen Besatzungsmacht benützt, zu deren Sektor der 10. Bezirk gehörte. 1967 erfolgte die Umbenennung in Starhemberg-Kaserne nach dem Verteidiger Wiens während der Zweiten Wiener Türkenbelagerung, Ernst Rüdiger von Starhemberg.

### Nr. 51–59: städtische Wohnhausanlage
Auf dem weitläufigen Gelände bestanden vor der Verbauung eine große Gärtnerei und Kleingärten. 1957 bis 1959 entstand dann die städtische Wohnhausanlage mit zwei Hochhäusern und 13 Wohnblocks mit insgesamt 22 Stiegen und 454 Wohnungen. An der Planung waren die Architekten Anton Christl, Robert Fussek, Anton Herrgesell, Rudolf Jarosch, Werner John, Günter Krisch, Josef Leitner und Heinz Rollig beteiligt. Zwischen den Wohnhäusern befinden sich großzügige Grünanlagen, ein Kinderspielplatz und ein Sportplatz. Im Gelände wurden mehrere Kunstwerke aufgestellt, von denen eine Bronzeskulptur Mutter und Kind von Siegfried Charoux aus dem Jahr 1961 das bedeutendste ist. Außerdem befindet sich hier eine Spielplastik Seelöwe aus Kunststein von Franz Waldmüller (1959) und eine 3 m hohe Plastik Abstraktion aus weißem Hartbeton von Herbert Schwarz (1960). An den Stiegeneingängen schmücken 20 keramische Mosaike zum Thema Neugestaltung des Südtiroler Platzes die Haustüren (der Platz ist, vom Stadtzentrum kommend, das „Entrée“ Favoritens). Je fünf von ihnen wurden von Johannes Krejci, Heribert Potuznik, Stephan Praschl und Erna Grünseis-Frank in den Jahren um 1960 geschaffen.

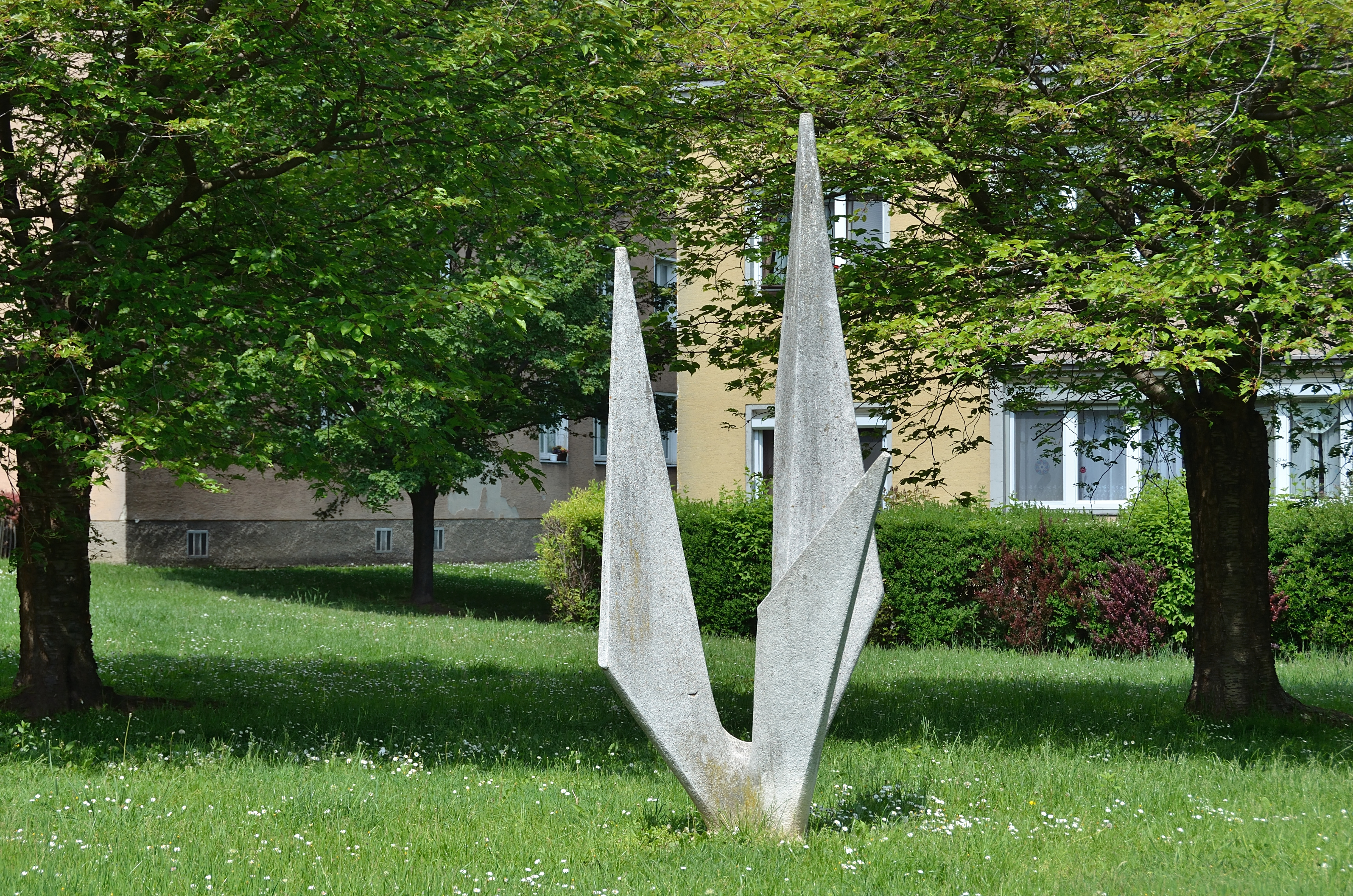
Abstraktion von Herbert Schwarz
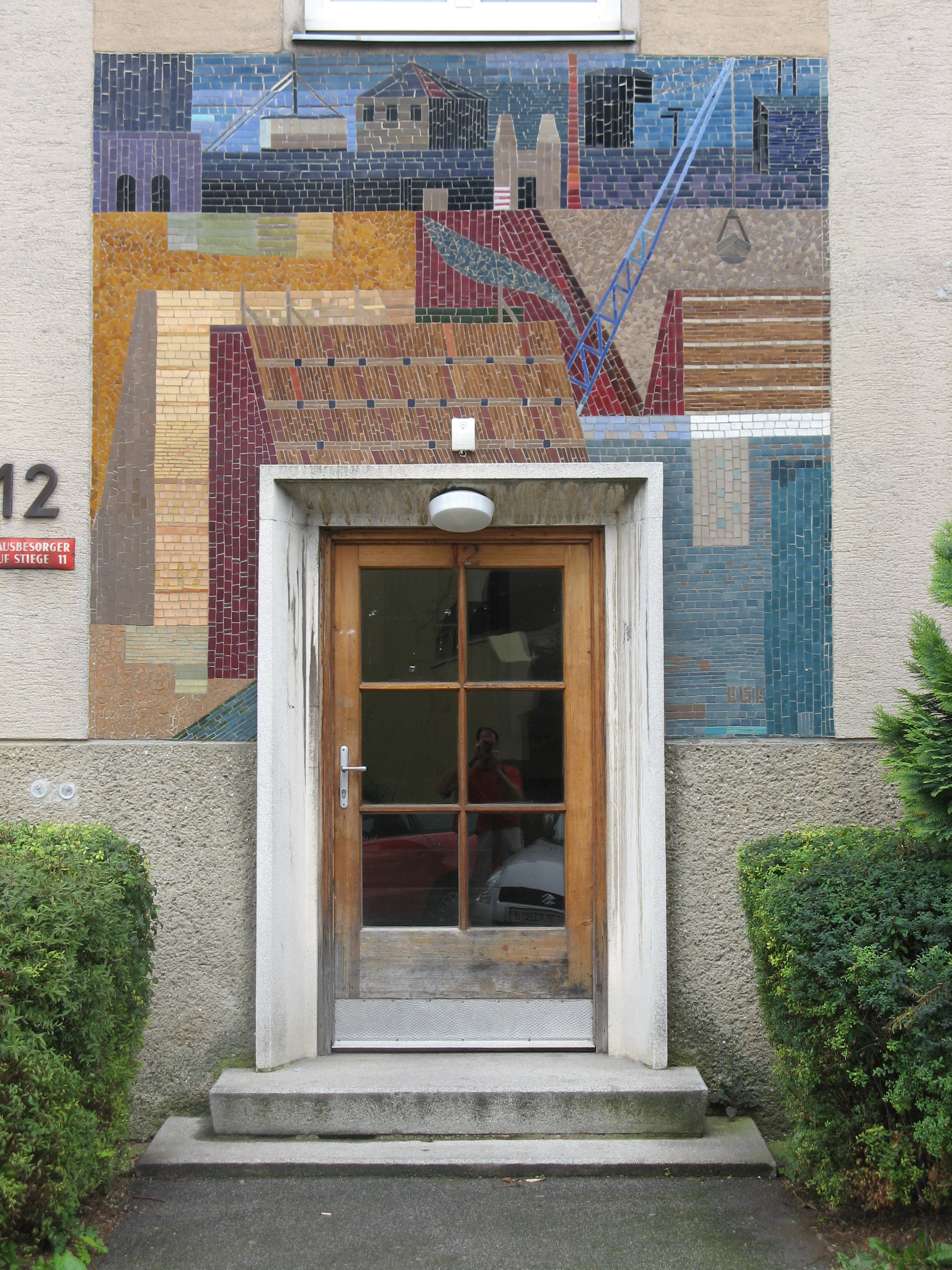
Mosaik Umbau des Südtiroler Platzes (1959)
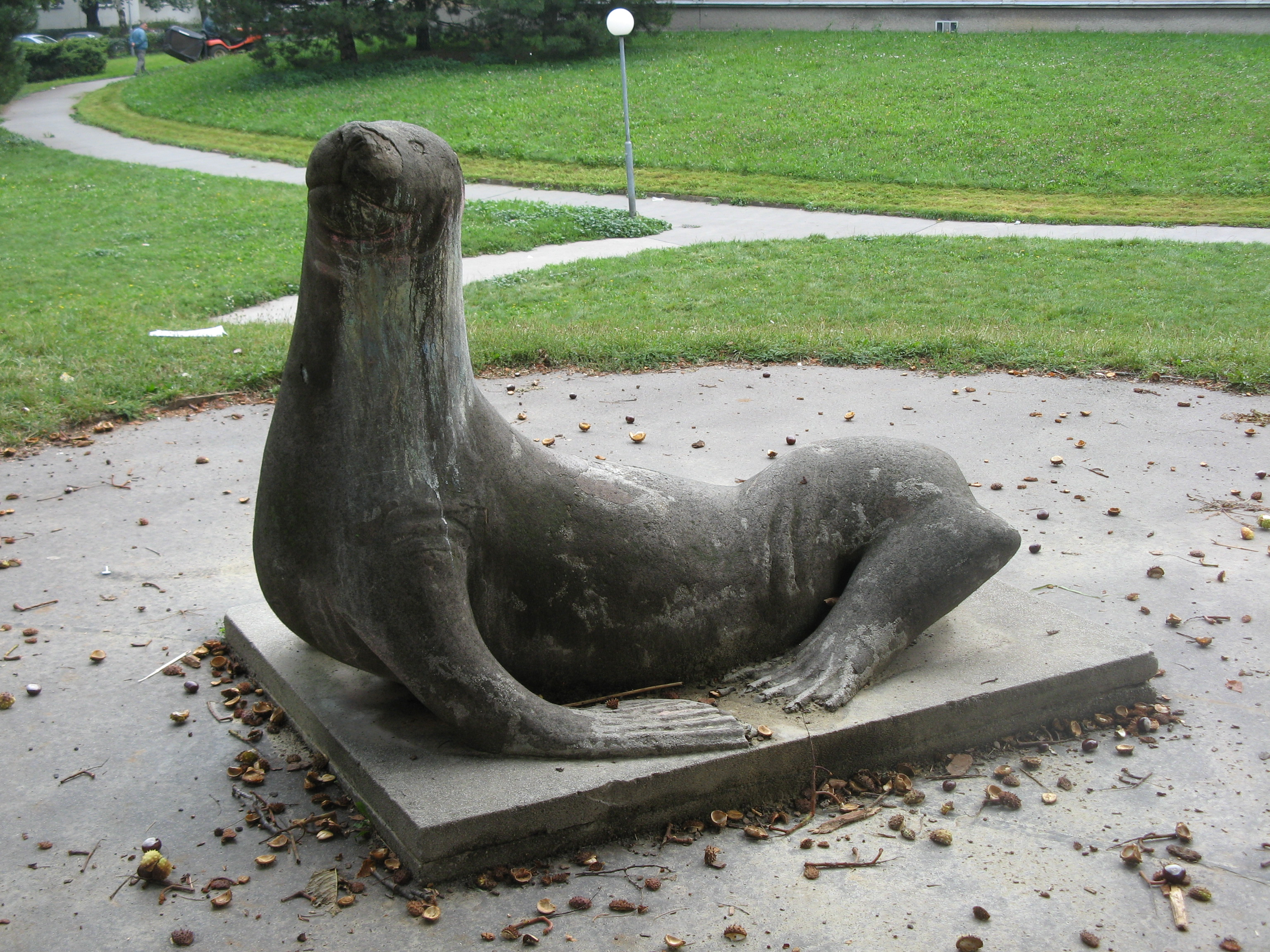
Spielplastik Seelöwe von Franz Waldmüller
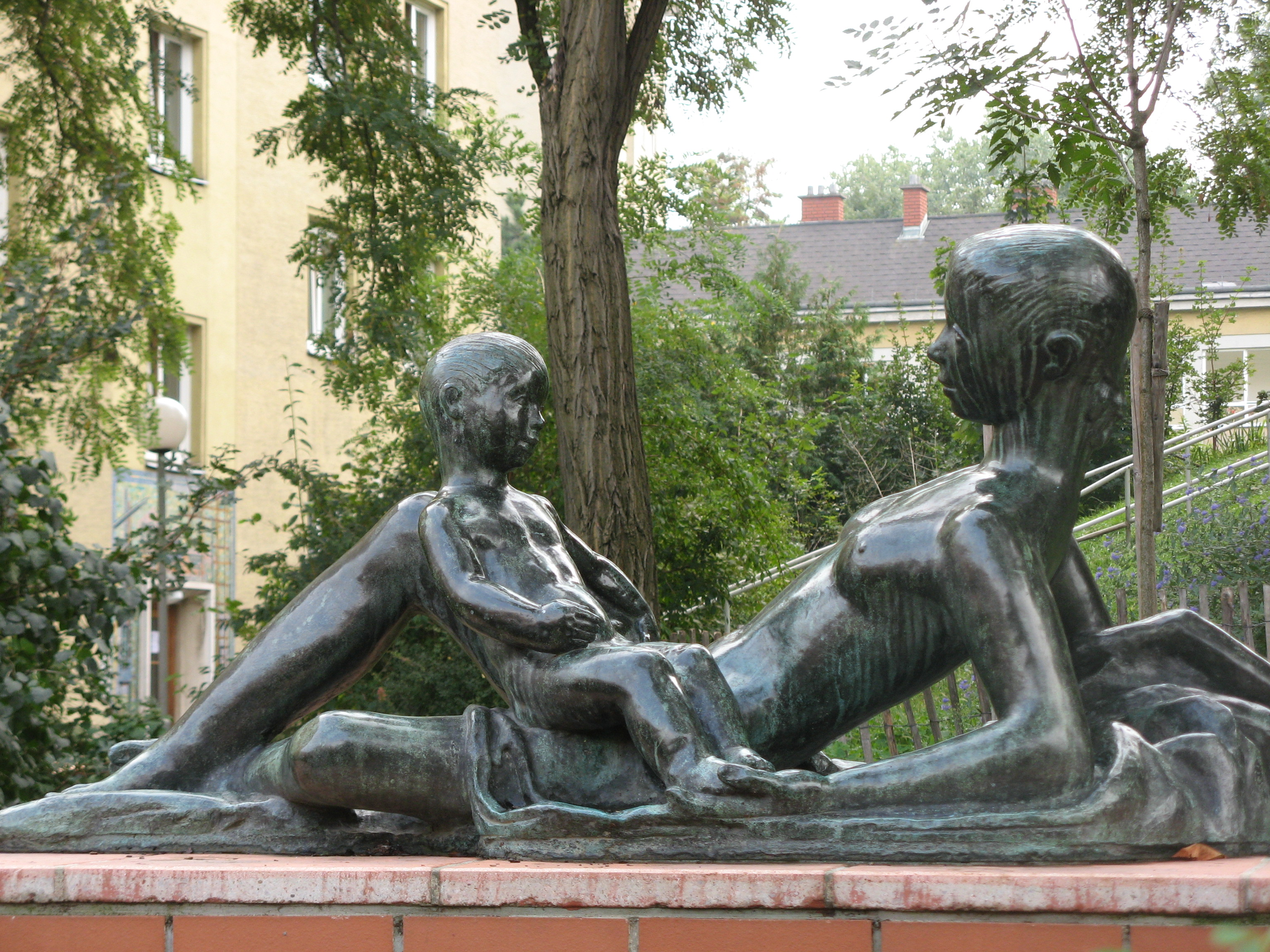
Bronzeplastik Mutter und Kind von Siegfried Charoux

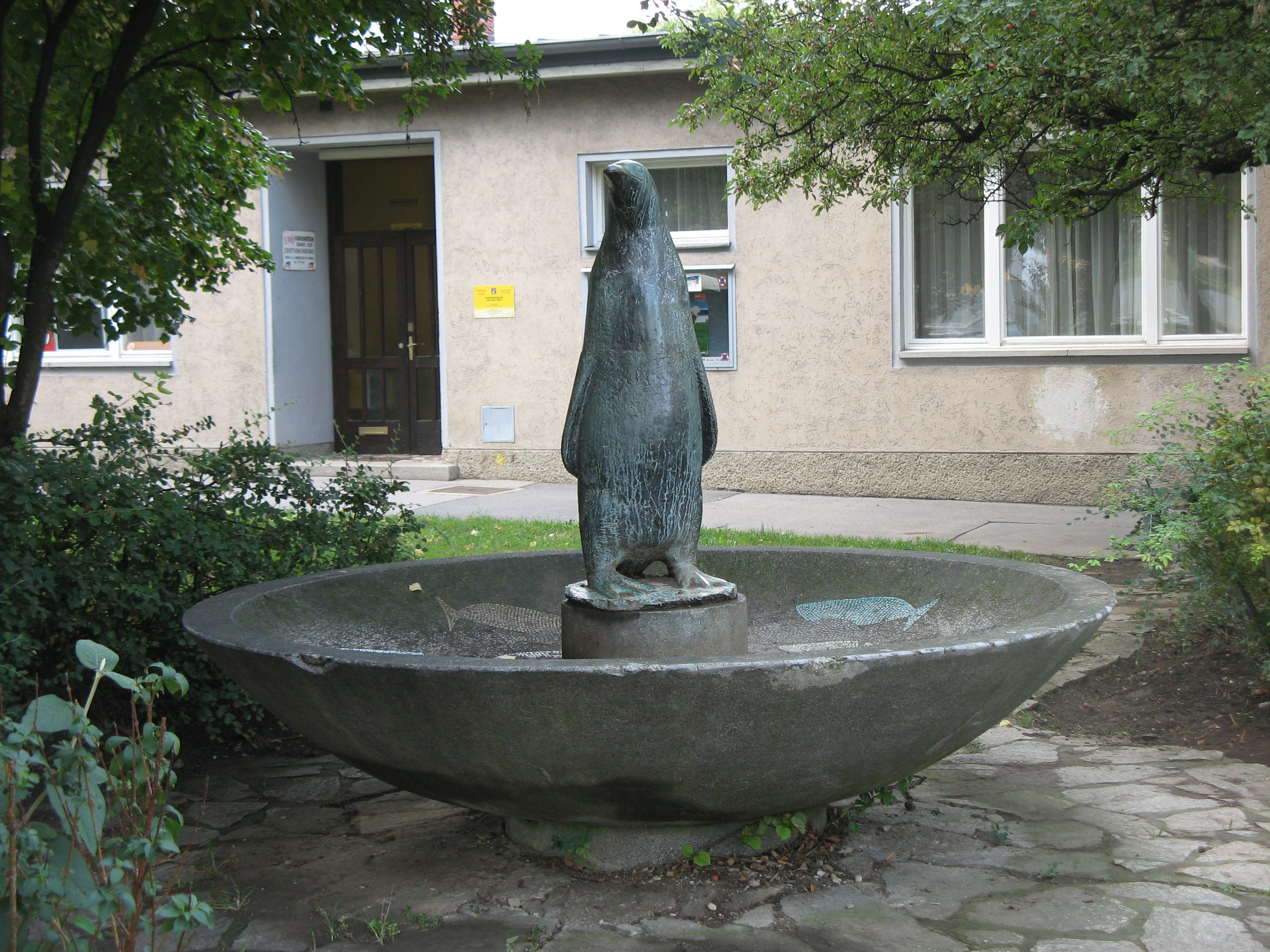
Pinguinbrunnen, Gussriegelstraße 52

### Nr. 52: Pinguinbrunnen
Bei der Wohnhausanlage befindet sich der Pinguinbrunnen von Walter Leitner aus Bronze und Naturstein, der 1962 errichtet wurde. Die Brunnenschale schmücken Fisch-Mosaike.

## U-Bahn-Station
Im Rahmen des 2. Teils des Ausbauprojekts Linienkreuz U2/U5 soll in der Gussriegelstraße eine U-Bahn-Station der U2 errichtet werden. In den Planungsunterlagen wird diese noch als Station „Gußriegelstraße“ bezeichnet. Mit den genaueren Planungen sollte noch im Jahr 2020 begonnen werden. Ihre Nachbarstationen wären die U-Bahn-Station Matzleinsdorfer Platz und die U-Bahn-Station Wienerberg. Wie im Dezember 2020 bekannt wurde, wird sich der Baubeginn deutlich verzögern.
Im August 2023 wurden erstmals Detailplanungen zur Station veröffentlicht. Der Bahnhof soll unter der Gussriegelstraße auf Höhe des Fortunaparks errichtet werden. Die Zugangsgebäude sollen sich in der Inzersdorfer Straße und der Hardtmuthgasse befinden und jeweils über vier Aufzüge und feste Stiegen verfügen.